# 맥시모 파크
맥시모 파크(Maxïmo Park)는 2000년 뉴캐슬어폰타인에서 결성된 영국의 얼터너티브 록 밴드이다. 폴 스미스, 던컨 로이드, 루카스 울러, 톰 잉글리시로 구성된 이 밴드는 총 6장의 스튜디오 앨범을 발표했다. 밴드의 이름은 마이애미의 맥시모 고메즈 파크에서 따온 것이다.

## 음반 목록

### 스튜디오 앨범
- A Certain Trigger (2005)
- Our Earthly Pleasures (2007)
- Quicken the Heart (2009)
- The National Health (2012)
- Too Much Information (2014)
- Risk to Exist (2017)